# Luzuriaga
Luzuriaga é um dos distritos que compõem o departamento de Maipú, situado na província de Mendoza, na Argentina. Situa-se na parte noroeste do departamento.